# Desaparicions (pel·lícula)
Desaparicions (títol original en anglès: The Missing) és una pel·lícula de 2003 dirigida per Ron Howard, basada en la novel·la The Last Ride de Thomas Edison. És un western i thriller situat el 1880 a Nou Mèxic, protagonitzat principalment per Cate Blanchett i Tommy Lee Jones i que li va valer el premi Joves artistes a la millor actriu a Jenna Boyd. També es caracteritza per l'ús de la llengua apatxe per diversos actors. Ha estat doblada al català.

## Argument
A finals del segle xix a Nou Mèxic, Samuel Jones (Lee Jones) després d'haver conviscut durant molts anys amb els apatxes, torna per reconciliar-se amb la seva filla Maggie Gilkesonw (Blanchett) que viu amb les seves filles Lilly (R. Wood) i Dot (Boyd) en una granja treballant com a capellà de la zona. Maggie no pot perdonar l'absència del seu pare des de la seva infantesa, ja que l'abandonament familiar va provocar que la seva mare dugués una dura vida que la va portar a una mort prematura; això al costat d'altres records com l'absència en la mort del seu germà petit fan que li exigeixi allunyar-se de la seva vida. Un grup apatxe de rastrejadors de l'exèrcit dels Estats Units, comandats per un bruixot, Pesh-Chidin o El Bruixot (Schweig), es revelen davant de l'execució del seu cap i deserten matant al pas els colons i segrestant les seves filles per ser venudes al sud de la frontera estatunidenco-mexicana.
El capatàs (Aaron Eckhart) i el peó de la granja són assassinats per aquest grup segrestant també a Lilly, això obliga Maggie a acceptar l'ajuda del seu pare per poder recuperar-la abans que travessin la frontera mexicana. Maggie sol·licita una ajuda que li és negada, primer pel xèrif de la ciutat, i després pel Quart de Cavalleria  dels EUA que també es nega a intentar recuperar les captives argumentant que els seus recursos estan orientats en la reubicació dels nadius americans en captivitat pel que no poden desviar-se de la ruta traçada. Així, Jones, Maggie i la filla menor Dot, es troben sols en la recerca dels segrestadors.

## Repartiment
- Tommy Lee Jones: Samuel Jones / Chaa-duu-ba-its-iidan.
- Cate Blanchett: Maggie Gilkeson.
- Evan Rachel Wood: Lilly Gilkeson
- Jenna Boyd: Dot Gilkeson
- Aaron Eckhart: Brake Baldwin
- Sergio Calderón: Emiliano
- Eric Schweig: Pesh-Chidin / El Bruixot; més conegut per la seva interpretació d'Uncass a la pel·lícula L'últim dels mohicans.
- Steve Reevis: Two Stone
- Jay Tavare: Kayitah
- Simon R. Baker: Honesco
- Val Kilmer: tinent Jim Ducharme

## Rebuda
L'estrena del film de Howard podria considerar-se com un gran fracàs, ja que no va aconseguir recaptar ni els 30 milions de dòlars de Willow 15 anys abans per exemple, i tremendament lluny de Cocoon, Apol·lo 13 o Una ment meravellosa; totes elles èxits anteriors a Desaparicions.
Malgrat ser nominada a diversos premis i diverses categories (alguns del prestigi del Saturn), la crítica especialitzada no la va considerar, comparant-la contínuament amb el western clàssic, almenys d'èxit; tot i valorar l'excel·lent fotografia de Totino, l'hàbil no obstant això direcció de Howard i l'excel·lent actuació de Blanchet.
Segons David Denby del The New Yorker, la pel·lícula, amb un argument impossible històricament, pot passar com una «versió degradada» del gran clàssic de Ford, Centaures del desert.

## Premis
Nominada per 8 premis entre els quals destaquen 3 Premis Saturn (film, millor actriu per a Blanchett i millor jove actriu per a Doyd) i una nominació al Premi Satellite a la millor pel·lícula. Guanyadora del Premi Joves Artistes de la Young Artist Foundation dels Estats Units per a Jenna Doyd.

### Nominacions
- 2004. Os d'Or

## Al voltant de la pel·lícula
- Casualment, el personatge que interpreta Eric Schweig, 'El Bruixot', mor igual que a la seva pel·lícula més coneguda, L'últim dels mohicans.